# Жигмонт Лянґ
Жигмонт (Сигізмунд) Лянґ (3 лютого 1890, с. Никонковичі, нині Щирецька селищна громада, Львівська область — ?) — австрійський та український військовий діяч, начальник штабу бойових груп «Глибока» та «Крукеничі» УГА.

## Життєпис

Родина Лянґів. По центру Фердинанд Лянґ, ліворуч брат Жигмонт Лянґ, праворуч брат Ґустав Лянґ, сидять сестри Лянґ. Усі згодом служили в УГА.

Народився 3 лютого 1890 року в селі Никонковичі у німецькій родині ремісника Адольфа Лянґа.  
Здобув богословську освіту у Відні та Варшаві. 
12 вересня 1914 року разом із братом Ґуставом  був ув'язнений у концтаборі Талергоф біля м. Грац (Австрія) на 2 місяці за підозрою в москвофільстві. (Вони винаймали житло у москвофільськи налаштованого священника у селі Уличне). Після звільнення вступив до армії Австро-Угорщини.
Протягом січня-лютого 1919 року командир куреня, начальник штабу бойової групи Глибока, а з березня начальник штабу бойової групи Крукеничі Української галицької армії. (До УГА вступили також два його брати та сестри).
Після війни деякий час проживав у Австрії. До Галичини повернувся в 1923 році. З березня 1927 пастор Німецької євангелістської церкви. До 1937 року служив у селі Віжайни та Пултуськ. З 1937 усунутий з церковної служби.  
Подальша доля невідома